# Маркус Рашфорд
Маркус Рашфорд (енгл. Marcus Rashford; Манчестер, 31. октобар 1997) енглески је фудбалер који тренутно игра за Барселону на позајмици из Манчестер јунајтеда и репрезентацију Енглеске.

## Детињство и младост
Нападач је рођен на северозападу Енглеске на Ноћ вештица, дан уочи Дана свих светих, 1997. године. Маркус је и даље веран свом родном граду, Манчестеру, до данас. Рашфорд је одрастао у великој породици, где су, поред њега, одгајана још тројица браће и сестра.
Мајка Мел, која је сама подигла петоро деце, често је радила 2-3 посла како би прехранила своју породицу. У интервјуу је Маркус поделио да је приметио како је она, док је припремала вечеру, одбијала да једе и делила храну између пет гладних уста, тврдећи да је јела обилан оброк на послу.

## Биографија
Рашфорд је у Манчестер јунајтеду од своје седме године. За први тим Јунајтеда дебитовао је у фебруару 2016, на утакмици Лиге Европе против Митјиланда, где је постигао два гола. У Премијер лиги дебитовао је против Арсенала 28. фебруара 2016, такође постигавши два гола. Гол је постигао и на дебију у Манчестерском дербију, на дебију у Лига купу и на првом мечу у Лиги шампиона; поставши тако званично најбољи дебитант, постигавши барем гол на седам дебија.
За сениорску репрезентацију Енглеске дебитовао је у мају 2016, и постао је најмлађи енглески играч који је дао гол на свом првом репрезентативном мечу. Са репрезентацијом је наступао на Европском првенству 2016.

## Трофеји

### Манчестер јунајтед
- ФА куп (2) : 2015/16, 2023/24.
- Енглески Лига куп (2) : 2016/17, 2022/23.
- Комјунити шилд (1) : 2016.
- Лига Европе (1) : 2016/17.